# Rio Chineja
O Rio Chineja é um rio da Romênia, afluente do Prut, localizado no distrito de Galaţi.